# Christian Azzi
Pour les articles homonymes, voir Azzi.
Christian Azzi, né le 1er décembre 1926 à Paris et mort dans la même ville le 21 novembre 2020, est un pianiste français de jazz.

## Biographie
Il étudie le piano à la Schola Cantorum de Paris.
Il découvre la musique de jazz durant la Seconde Guerre mondiale, notamment grâce aux V-Discs (Victory discs) spécialement édités pour l'armée américaine.
Il est renommé comme pianiste de style stride, dans la tradition du jazz Nouvelle-Orléans.
En 1946, il intègre l'orchestre de Claude Luter, qui joue régulièrement au Caveau des Lorientais, célèbre cave de jazz de l'époque Saint-Germain-des-Prés.
En février 1948, sous l'impulsion de Hugues Panassié, l'orchestre de Claude Luter représente la France au tout premier festival du jazz de Nice, le succès sera immédiat. Ils participeront notamment à la création de la bande originale du film Rendez-vous de juillet.
En 1949, l'orchestre de Claude Luter est choisi par Sidney Bechet qui est en France, et cherche de nouveaux talents pour y faire carrière, Christian Azzi devient alors son pianiste officiel. Sidney Bechet et son orchestre se produisent au club du Vieux Colombier, grâce à Paul Annet Badel.
Cet orchestre nouvellement constitué avec Sidney Bechet projette le groupe en de véritables vedettes[réf. nécessaire].
Christian Azzi quitte Sidney Bechet en 1953.
Il aura enregistré :
- Avec Sidney Bechet : 100 titres
- Avec Claude Luter : 60 titres
- Avec Don Byas : 6 titres
- Avec Maxim Saury : 18 titres
- En solo : 4 titres

En 1999, Christian Azzi et Poumy Arnaud (batteur de Sidney Bechet) ont souhaité prolonger la mémoire de ce musicien d’exception en créant le Sidney Bechet Memory, orchestre constitué en majorité d'anciens musiciens de Sidney.